# Marino de Luanco
Maillots
Actualités
Le Club Marino de Luanco est un club de football espagnol basé à Luanco.
Le club joue ses matchs à domicile au Stade municipal de Miramar, doté de 3 500 places.

## Histoire
Le club évolue pendant 12 saisons en Segunda División B (troisième division) : tout d'abord lors de la saison 1996-1997, puis de 2001 à 2003, ensuite de 2004 à 2009, et enfin de 2011 à 2015.
Il réalise sa meilleure performance en Segunda División B lors de la saison 2001-2002, où il se classe cinquième du Groupe I, avec 16 victoires, 11 nuls et 11 défaites.

## Palmarès et résultats sportifs

### Compétitions nationales
- Coupe de la Fédération d'Espagne (1) : 2000/2001
- Tercera División (3) : 1998/1999, 2000/2001, 2010/2011
- Vice-champion de la Tercera División (1) : 2009/2010

### Compétitions régionales
- Coupe Fédération des Asturies (5) : 2000, 2004, 2006, 2009, 2013
- Championnat des Asturies Amateurs (1) : 1954
- Finaliste de la Coupe Fédération des Asturies (3) : 1944/1945, 1954/1955, 2008

## Saisons
| Primera División   | 0  |
| Segunda División   | 0  |
| Segunda División B | 11 |
| Tercera División   | 25 |